# Sam (Benin)
Sam è un arrondissement del Benin situato nella città di Kandi (dipartimento di Alibori) con 14 284 abitanti (dato 2006).